# Kim Deitch
Kim Deitch (21 de maio de 1944) é um desenhista norte-americano de quadrinhos muito importante para o underground comix, movimento de artistas de quadrinhos para adultos dos anos 60 nos EUA. Kim recebeu o Eisner Award em 2003. É filho do animador Gene Deitch.